# Gobiopsis
A Gobiopsis a csontos halak (Osteichthyes) főosztályának a sugarasúszójú halak (Actinopterygii) osztályába, ezen belül a sügéralakúak (Perciformes) rendjébe, a gébfélék (Gobiidae) családjába és a Gobiinae alcsaládjába tartozó nem.

## Rendszerezés
A nembe az alábbi 14 faj tartozik:
- Gobiopsis angustifrons Lachner & McKinney, 1978
- Gobiopsis aporia Lachner & McKinney, 1978
- Gobiopsis arenaria (Snyder, 1908)
- Gobiopsis atrata (Griffin, 1933)
- Gobiopsis bravoi (Herre, 1940)
- Gobiopsis canalis Lachner & McKinney, 1978
- Gobiopsis exigua Lachner & McKinney, 1979
- Gobiopsis macrostoma Steindachner, 1861 - típusfaj
- Gobiopsis malekulae (Herre, 1935)
- Gobiopsis namnas Shibukawa, 2010
- Gobiopsis pinto (Smith, 1947)
- Gobiopsis springeri Lachner & McKinney, 1979
- Gobiopsis quinquecincta (Smith, 1931)
- Gobiopsis woodsi Lachner & McKinney, 1978